# Jared Cook
(en) Statistiques sur pro-football-reference
Jared Cook, né le 7 avril 1987 à Birmingham, Alabama, est un joueur américain de football américain évoluant au poste de tight end.

## Carrière professionnelle

### Titans du Tennessee (2009-2012)
Jared Cook est sélectionné au troisième tour de la draft 2009 de la NFL par les Titans du Tennessee en 89e position. Le 7 juillet 2009, il signe son contrat avec les Titans. Dans sa saison débutante, il termine avec 9 réceptions et 74 yards en 14 rencontres disputées. Il inscrit son premier touchdown en carrière lors de sa deuxième saison dans la ligue, lors d'un match contre les Chiefs de Kansas City.

### Rams de Saint-Louis (2013-2015)
Agent libre, Jared Cook signe un contrat de cinq saisons avec les Rams de Saint-Louis le 12 mars 2013. Lors de sa première rencontre avec les Rams, Cook inscrit deux touchdowns en 7 réceptions pour un total de 141 yards. Il est relâché par les Rams le 19 février 2016.

### Packers de Green Bay (2016)
Le 28 mars 2016, Jared Cook signe un contrat d'un an pour un montant de 2,75 millions de dollars. Lors de la saison régulière, il attrape 30 passes pour un total de 377 yards et un touchdown. Le 15 janvier 2017, en match éliminatoire contre les Cowboys de Dallas, il attrape une passe de 36 yards d'Aaron Rodgers afin de mettre Mason Crosby dans une position pour marquer le coup de pied décisif. Il a également inscrit un touchdown dans ce match.

### Raiders d'Oakland (2017-)
Le 16 mars 2017, Jared Cook s'engage avec les Raiders d'Oakland en paraphant un contrat de deux saisons pour un total de 12,2 millions de dollars.